# 広田一成
広田 一成（ひろた いっせい、1970年1月11日 - ）は、日本の元俳優、元中国武術家、中国武術指導者。東京都出身。

## 来歴・人物
幼少期は体が弱く華奢だったので「武道」を習って体を丈夫にしようと思い、中国武術を習い始めた。東京太極拳協会に所属し、第1回世界武術選手権北京大会にて日本代表として剣術1位（日本人初優勝）、槍術2位、長拳4位の成績をおさめる。1990～1991年全日本武術太極拳選手権大会「男子三種総合」連覇。1990年の北京アジア大会では、惜しくもメダルを逃すも第4位の成績をおさめる。
1987年、俳優としてスーパー戦隊シリーズ『光戦隊マスクマン』で、アキラ / ブルーマスク役を演じた。
1988年、メタルヒーローシリーズの『世界忍者戦ジライヤ』で、飛鳥竜 / 槍忍・突破役として出演するが、途中で降板。
2012年2月、『海賊戦隊ゴーカイジャー』第49話で、アキラ役としてゲスト出演。
本業の傍ら自身の持つ教室（四神武術倶楽部）にて中国武術の指導を行っていたが、同倶楽部は自身の50歳の誕生日である2020年1月11日をもって終了。

## 『マスクマン』に関するエピソード
『マスクマン』は、気功や武術をモチーフにした戦隊であり、広田自身が中国武術選手であることから、マスクマンの名乗りやポーズなどは広田が考案したものも採用されているという。一方で、中国武術とアクションの立ち回りとでは勝手が違っていたと述べている。
共演者の海津亮介は、当時はまだ子供という印象であったが、拳法の腕前は本物であったと述べている。
ブルーマスクのスーツアクターを担当した喜多川務は、当時広田から中国武術の手ほどきを受けており、その後も中国武術のトレーニングを続け、『五星戦隊ダイレンジャー』ではシシレンジャーのスーツアクターとして広田直伝の中国拳法を見せている。

## 出演

### テレビドラマ
- スーパー戦隊シリーズ
  - 光戦隊マスクマン（1987年 - 1988年、テレビ朝日系） - アキラ / ブルーマスク 役[注釈 1]
  - 海賊戦隊ゴーカイジャー（2012年、テレビ朝日系） - アキラ 役
- 世界忍者戦ジライヤ（1988年、テレビ朝日系） - 飛鳥竜 / 槍忍・突破 役
- 男と女のミステリー「おふくろシリーズVI おふくろに乾杯!!」（1990年、フジテレビ系）

### 映画
- 劇場版 光戦隊マスクマン（1987年、東映） - アキラ / ブルーマスク 役

### オリジナルビデオ
- ストロベリータイムス4 如月三姉妹の逆襲（1990年、バンダイビジュアル）